# KTVU
KTVU, en el canal 2, es una estación de televisión adquirido y operado por la cadena Fox Broadcasting Company, poseída por News Corporation, para el área de la Bahía de San Francisco, en California. Sus estudios están ubicados en Oakland, California, y su planta transmisora está ubicada en la Torre Sutro en San Francisco. Es propiedad de Fox Television Stations desde 2014, como parte de un duopolio con la estación independiente con licencia de San José KICU-TV.
KTVU salió al aire como una estación independiente el 3 de marzo de 1958. Su sigla proviene de la frase: K TeleVision for YoU. Dicha sigla había sido anteriormente utilizada por una estación que existió en Stockton durante 1955 y 1956, y cuya estación sucesora, KGSC-TV (actual KICU-TV), quedó bajo administración común con KTVU en 2000. Hasta antes de terminar la construcción de la torre de televisión de Mount Sutro, KTVU transmitía desde una torre en la Montaña San Bruno.
En las pocas áreas del oeste de Estados Unidos donde los televidentes no pueden recibir la programación de Fox en señal abierta, KTVU está disponible para los clientes de Dish Network como parte del paquete de canales para sectores apartados.

## Programación
A lo largo de los años, KTVU emitía una programación basada en dibujos animados, sitcoms, películas antiguas, dramas, programas de conversación, noticias locales, y programas religiosos. Lideró las audiencias entre las estaciones independientes de San Francisco durante varios años. Mantuvo su estatus cuando aparecieron más estaciones independientes (en la banda UHF), dado que reinventó la propia imagen del canal con su antiguo eslogan: «There's Only One 2» (en español: Sólo hay un 2). Como estación de la competencia en VHF, KTVU emitía The 8 O'Clock Movie (en español: La película de las 8) como una alternativa independiente a la programación del prime-time de KRON, KPIX y KGO-TV.

### Noticias
La estación es bastante conocida en el área de la Bahía de San Francisco por sus noticieros producidos a nivel local, sus programas de asuntos públicos y programas infantiles, especialmente The Ten O'Clock News, el cual por varios años fue el único noticiero en el área de la Bahía a las 10:00 p. m.. A lo largo de los años 80, 90 y 2000, The Ten O'Clock News es a menudo mencionado el noticiero número uno en horario prime del país, la cual se basa en la audiencia a esa hora. El noticiero de KTVU a las 10:00 p. m. prácticamente no ha tenido competencia, dado que el noticiero de ese mismo horario emitido por KBHK fue cancelado en 2002 tras los bajos índices de audiencia.
Cuando KRON-TV se convirtió en una estación independiente, programó su noticiero nocturno a las 9:00 p. m. por lo que no competía directamente con KTVU. A inicios de los años 90, KRON, junto con KPIX (a lo largo de los años 90), emitía noticieros a las 10:00 p. m., los cuales habían sido desplazados de su anterior emisión a las 11:00 p. m.. El retiro del director de prensa de KTVU, Fred Zehnder trajo cambios a la sala de prensa pero en 2000 fue posicionado como el noticiero local de mejor calidad en la nación.
The Ten O'Clock News es también uno de los pocos noticieros locales sindicados en los Estados Unidos. También se emite en KRXI-TV, la afiliada a Fox en Reno, Nevada, y también se transmite en KRVU-LP, la afiliada a MyNetworkTV para el mercado televisivo de Chico/Redding (en California). KRVU y KRXI han sido vendidos a Sinclair Broadcast Group. Algunas de las estaciones también emiten los noticieros matutinos de KTVU y Mornings on 2.

#### Noticieros
Actualmente, KTVU posee noticieros al mediodía, a las 5:00 y 6:00 p. m., además de sus informativos matutinos y de las 10:00 p. m.. Antes de su situación actual, la estación tenía solamente el noticiero de las 10 de la noche, situación similar a la de varias estaciones independientes que se afiliaron a Fox. Esto cambió cuando la estación decidió competir directamente con KRON, KPIX, KGO-TV y KNTV, volviéndose un canal con más horas dedicadas a la entrega de noticias.
El noticiero del mediodía, inicialmente denominado 2 at Noon, fue agregado en 1986, desplazando a los programas de concursos sindicados. El noticiero inicial de las mañanas, Mornings on 2, debutó en enero de 1991 en la franja de 7:00 a 9:00 a. m. Actualmente Fox no posee noticieros emitidos en cadena, pero aún motiva a sus estaciones locales a que produzcan noticieros propios.

### Series clásicas
Por muchos años, KTVU emitía regularmente repeticiones de series clásicas de televisión de los años 50 y 60. Una serie favorita de la estación era Topper. A finales de los años 80 e inicios de los 90, KTVU emitía las series Three's Company y Too Close for Comfort (antiguas comedias de ABC) al comienzo del bloque vespertino.
KTVU frecuentemente emitía películas clásicas, especialmente en las noches (de 8:00 a 10:00 p. m.) y los domingos en la tarde. A inicios de los años 60, KTVU comenzó a televisar filmes de Warner Brothers, principalmente de los años 50 y filmadas en color, los domingos a las 7 p. m. Fue la primera estación de televisión en la Bahía de San Francisco que presentó filmes como A Star Is Born (1954) con Judy Garland y James Mason, East of Eden (1955) con James Dean y Julie Harris, y Rebel Without A Cause (Rebelde sin causa) con James Dean y Natalie Wood. KTVU ejerció discreción y limitancias en los cortes comerciales durante las películas, y a menudo presentaba comentarios o datos acerca del filme, ya fuese a través de un presentador en un estudio o a través del generador de caracteres.

### Programación infantil
Durante los años 60 y 70, la estación emitía un programa infantil vespertino titulado Captain Satellite. El anfitrión del programa era Bob March. Hasta los años 80, la estación produjo una serie de cortos de servicio público bajo el título Bits and Pieces. En Bits and Pieces a menudo aparecían muñecos parlantes, y presentaban mensajes positivos para los niños. Estos cortos se emitían a menudo durante la programación infantil. Algunas tomas de los programas infantiles de KTVU aparecen en la película Mrs. Doubtfire, dado que algunas escenas del filme fueron grabadas en los estudios de KTVU y su archivo fílmico.

### Otros programas
Otros programas de KTVU incluyen:
- Creature Features, presentado por Bob Wilkins desde 1971 hasta 1979, cuando fue reemplazado por John Stanley, quien condujo el programa hasta 1984.
- Dialing for Dollars, presentado por Pat McCormick, la voz de Charley y Humphrey y posteriormente se convirtió en hombre del tiempo de KTVU.
- National All-Star Wrestling, transmisión los viernes en la noche durante inicios y mediados de los años 60 desde los estudios de KTVU o el Cow Palace de San Francisco, presentado por Walt Harris.
- Roller Derby

### 50.º aniversario
El 3 de marzo de 2008, KTVU celebró su quincuagésimo aniversario de transmisiones. Se emitieron quince promociones del 50.º aniversario del canal, en los cuales aparecían los programas «Bits and Pieces», «Romper Room», «Captain Satellite», así como también las exhibiciones de boxeo y los rostros de varias personalidades de la estación. Varias de estas promociones están disponibles en el sitio de KTVU.

### Deportes
Los partidos de béisbol de los San Francisco Giants fueron televisados por KTVU desde 1958, el año en que el equipo se trasladó a San Francisco proveniente de Nueva York, hasta 2007. El 1 de noviembre de 2007, se anunció que KNTV transmitiría los partidos de los Giants a partir de la temporada 2008. Desde 1996, algunos partidos de los Giants de los sábados en la tarde eran emitidos por la cadena Fox, la cual había ganado los derechos de transmisión de la Major League Baseball. KTVU ha sido también el hogar de la mayoría de los partidos de fútbol americano de los San Francisco 49ers desde 1994, cuando Fox ganó el derecho de transmisión de dichos eventos.

## Afiliación

### Como superestación
Por un breve periodo a inicios de los años 80, KTVU fue una superestación a nivel nacional, vista en la mayoría de los sistemas de cable cercanos a Cox Enterprises. Sin embargo, dada la competencia de WTBS, WGN y WOR, KTVU dejó la escena nacional y se convirtió en una superestación sólo a nivel regional, que podía ser vista a través de empresas de cable del norte de California, Nevada y Oregón.

### Como afiliada a Fox
El 9 de octubre de 1986, la estación se convirtió en la afiliada a Fox para el área de la Bahía de San Francisco. Lanzó un noticiero matutino titulado Mornings on 2 en 1991 (y, a la vez, se convirtió en la cuarta afiliada a Fox en emitir noticieros matutinos). Comenzó a emitir el bloque vespertino de dibujos animados, conocido como Fox Kids, en 1991. También agregó más programas sindicados de conversación, de juicios, y reality-shows a lo largo de los años. Aún emite algunas sitcoms no emitidas en la cadena. La estación emitió el bloque Fox Kids hasta que se canceló en 2002, pero mantiene el bloque de los sábados, actualmente conocido como 4Kids TV.
KTVU y KICU se convirtieron en estaciones hermanas en 2000 tras la venta de KICU a Cox, y trasladó sus operaciones desde sus estudios en San José a los estudios de KTVU. Siendo el primer duopolio televisivo en la Bahía de San Francisco, ambas estaciones comparten programas y la promoción de estos.

### Adquisición por Fox Television Stations
Tras la compra de WJZY y WMYT-TV en Charlotte, Carolina del Norte en marzo de 2013, Variety informó que Fox Television Stations buscaba adquisiciones de estaciones en San Francisco y Seattle como deseaba tener una mayor presencia en los mercados de equipos de la NFL que forman parte de la Conferencia Nacional de Fútbol (como los San Francisco 49ers y Seattle Seahawks), la conferencia a la que Fox posee derechos de transmisión. Fox había querido durante muchos años tener una estación propia y operada en el Área de la Bahía de San Francisco, que siempre ha sido uno de los diez mercados televisivos más grandes de Nielsen. Después de que Fox Television Stations asumiera la propiedad de la filial chárter WTXF-TV en Filadelfia en 1995, KTVU se convirtió en la estación de Fox más grande por tamaño de mercado, no siendo propiedad de la red. La empresa matriz original de Fox News Corporation (que se separó de la red a 21st Century Fox en julio de 2013 como parte de la separación de la empresa de sus activos de entretenimiento y publicación) hizo varias ofertas para comprar KTVU, pero Cox cambió por cada una de las propuestas de News Corporation (Fox supuestamente también había considerado comprar la estación afiliada a CBS en Seattle, KIRO-TV, que habría desplazado a la filial de Fox de ese mercado, KCPQ; tal compra nunca se materializó, aunque Fox intentó comprar KCPQ directamente antes de renovar su contrato de afiliación con esa estación en julio de 2014, después de que no tuvo éxito al presionar a Tribune Media para que vendiera KCPQ comprando y proponiendo mover su programación. a Bellingham, con sede en Washington KBCB).
El 24 de junio de 2014, Fox anunció que cambiaría dos de sus estaciones de propiedad y operadas, WFXT en Boston y WHBQ-TV en Memphis, a Cox Media Group a cambio de adquirir KTVU y KICU. El acuerdo convirtió a KTVU en la última estación de la red Big Four en el Área de la Bahía en convertirse en una estación de propiedad y operación de su red asociada. Antes de este anuncio, se rumoreaba que Fox había considerado comprar su rival (y ex afiliado de NBC) KRON-TV y trasladar su programación allí (lo que habría resultado en que KTVU perdiera su afiliación con Fox al canal 4 si Fox hubiera adquirido esa estación). El intercambio se completó el 8 de octubre de 2014, lo que marcó el primer cambio de propiedad de Channel 2 en 51 años; el intercambio con Fox Television Stations también resultó en que WFXT suplantara a KTVU como la estación de televisión más grande de la compañía por tamaño de mercado. Como parte del intercambio, Cox Media Group y Fox Television Stations también reasignaron personal administrativo clave entre los dos mercados; El gerente general de KTVU-KICU, Tom Raponi, fue reasignado para ocupar el mismo puesto en WFXT, mientras que Gregg Kelley fue reasignado de WFXT para convertirse en vicepresidente y gerente general del duopolio KTVU-KICU.
En noviembre de 2014, KTVU pasó de las plataformas digitales internas de Cox a las operadas por Fox, lo que incluyó el lanzamiento de nuevas aplicaciones móviles y la transición de su sitio web a la plataforma WorldNow y los diseños de página web que el proveedor diseñó para la propiedad de Fox. estaciones. El 8 de febrero de 2015, KTVU comenzó a cumplir completamente con las pautas de marca de la estación de Fox, extendiendo la marca «KTVU Fox 2» a su programación de noticias (así como adoptando el paquete de gráficos estandarizados de Fox Television Stations para Fox O & Os del grupo); sin embargo, la estación retuvo el logotipo «Circle Laser 2» al incluirlo dentro del logotipo estandarizado de «boxkite» del grupo y en una versión alternativa en la que ahora se coloca junto a la marca denominativa Fox (esta última se convirtió en el logotipo principal en agosto de 2015, cuando KTVU presentó introducciones actualizadas para sus noticieros, que restaron importancia a los gráficos estandarizados).

## Tecnología

### Televisión digital
Canales digitales
| Subcanal | Programación |
| -------- | ------------ |
| 2.1      | KTVU-DT      |
| 2.3      | Movies!      |
| 2.4      | Buzzr        |

#### Conversión análoga a digital
Luego del fin de la televisión análoga en Estados Unidos, agendada para el 17 de febrero de 2009, KTVU continúa desplegándose en los receptores de televisión digital como canal 2 (a través del Protocolo de Información de Programas y Sistemas).

### Conversión a HDTV
El 10 de octubre de 2006, KTVU presentó su nuevo estudio en alta definición para la producción de sus noticieros en dicho formato. Este cambio se produjo siguiendo a sus antiguas estaciones hermanas, WSB-TV en Atlanta y WFTV en Orlando, Florida, que también comenzaron a emitir sus noticieros en alta definición.

### En satélite
Hasta fines de los años 90, KTVU se veía a nivel nacional en los sistemas satelitales PrimeStar y C-Band. Actualmente, es disponible a nivel nacional para los suscriptores de Dish Network.

## Nombres del noticiero
- The Ten O'Clock News (3 de marzo de 1958-actualidad)
- The Tuck and Fortner Report (Años 70)
- Action News (Años 70-1980)
- Mornings on 2, Noon (1991-2000)
- KTVU Channel 2 News (2000-actualidad)

## Personalidades

### Actualidad

#### Lectores de noticias
- Tori Campbell - Mornings on Two y noticiero del mediodía.
- Dave Clark - Morning News y Mornings on 2.
- Pam Cook - noticiero matutino
- Julie Haener - 6:00 y 10:00 p. m.
- Heather Holmes - fines de semana
- Gasia Mikaelian - 5:00 p. m. y noticias del área de la Bahía de San Francisco a las 7:00 en TV 36.
- Frank Somerville - noticieros de las 5:00, 6:00 y 10:00 p. m.
- Ken Wayne - fines de semana

#### El tiempo
- Bill Martin - noches de semana
- Steve Paulson - principalmente las mañanas de lunes a viernes, ocasionalmente al mediodía.
- Mark Tamayo - principalmente los fines de semana, ocasionalmente los días de semana al mediodía y en Bay Area News at 7 en KICU.

#### Deportes
- Joe Fonzi - presentador de fines de semana.
- Mark Ibáñez - director de deportes.
- Fred Inglis - reportero / presentador de reemplazo.

#### Reporteros
- Sal Castaneda - tráfico
- Rosy Chu - director de asuntos comunitarios y presentador de Bay Area People.
- Kraig Debro - también es presentador de reemplazo.
- John Fowler - editor de salud y ciencia.
- Robert Handa - oficina de San José.
- Craig Heaps
- Renee Kemp - freelance
- Jana Katsuyama
- Lloyd LaCuesta - jefe de la oficina de South Bay.
- Amber Lee
- Bob MacKenzie
- Mike Mibach
- Maureen Naylor
- Rob Roth - oficina de San Francisco.
- John Sasaki - también es presentador de reemplazo.
- Randy Shandobil - editor político.
- Bob Shaw - crítico de cine / reportero de espectáculos.
- David Stevenson
- Tom Vacar - editor de asuntos de consumidores.
- Rita Williams
- Claudine Wong

### Pasado
- Marilyn Baker - reportera
- Brian Banmiller - editor de negocios para KTVU, anteriormente presentador de Banmiller on Business.
- Larry Beil - actualmente en KGO-TV y KBWB en ABC7 News at 11 p.m.
- Marcia Brandwynne - presentadora
- Mike Chamberlin - presentador deportivo 1984-1986.
- Brian Copeland - reportero, actualmente en KGO-AM.
- Elaine Corral - presentadora de 10 O'Clock News.
- Mark Curtis - presentador / reportero, actualmente analista político.
- Priya David - reportera, actualmente en CBS News.
- Ysobel Duran - reportera
- Diane Dwyer - presentadora y reportera, actualmente en KNTV.
- Faith Fancher - reportera (fallecida)
- Ron Fortner - copresentador en The Tuck and Fortner Report (fallecido).
- Eric Greene - presentador de 2 at Noon y Mornings on 2.
- Leslie Griffith - presentadora de 10 O'Clock News.
- Judd Hambrick - presentador
- Walt Harris - presentador de los encuentros de lucha en KTVU.
- Kim Hunter - reportera
- Jennifer Jolly - reportera
- Greg Liggins - reportero
- Terry Lowry - presentador matutino y de mediodía.
- Claude Mann - exreportero y presentador de fines de semana (fallecido).
- Bob March - anfitrión del programa infantil Captain Satellite, presentador de Dialing for Dollars, y reportero del tiempo.
- Pat McCormick - anfitrión de Dialing for Dollars y Charlie and Humphrey.
- Lee McEachern - reportero
- Steve Physioc - director de deportes, actualmente en Fox Sports.
- Gary Park - director de deportes
- George Redding - presentador de noticias.
- Dennis Richmond - presentador de KTVU 2 News at 6 y The 10 0'Clock News (retirado el 21 de mayo de 2008).
- Ted Rowlands - reportero, actualmente en CNN.
- Julia Sandstrom - meteorólogo (2003-2008, actualmente presentador del tiempo en KHQ de Spokane, Washington).
- Don Sherwood - anfitrión de programas de conversación de fines de los años 50 (fallecido).
- Sara Sidner - reportera y presentadora de noticias de reemplazo, actualmente en la corresponsalía de CNN en Nueva Delhi
- John Stanley - último anfitrión de Creature Features.
- Dan Springer - reportero matutino y presentador de noticias de reemplazo, actualmente en el canal Fox News.
- Thuy Vu - presentador de noticias y reportero, posteriormente conductor de noticias en KGO-TV, y actualmente en KPIX.
- Steve McPartlin
- Mark Pitta
- Michael Tuck - co-preentador de The Tuck and Fortner Report; posteriormente trabajó en KCBS-TV en Los Ángeles y en KFMB-TV, KGTV, y KUSI, todas ellas en San Diego.
- George Watson - reportero y presentador de noticias.
- Bob Wilkins - primer anfitrión de Creature Features y Captain Cosmic (fallecido).
- Kevin Wing - reportero y editor para Mornings on Two, actualmente en ABC News.